# Shine On (album van L.T.D.)
Shine On is het zevende studioalbum van de band L.T.D. uit Los Angeles. Het album is uitgebracht in 1980 op het A&M-label. Dit was het laatste album met frontman Jeffrey Osborne, aangezien hij een jaar later de groep verliet om een solocarrière te beginnen.
Het album bereikte de zesde plek in de Amerikaanse R&B-albumlijst. Het bereikte ook nummer 28 in de Billboard 200. Het album bevat de singles "Where Did We Go Wrong", die piekte op nummer 7 in de Hot Soul Singles-hitlijst, en het titelnummer, dat plek 40 in de Billboard Hot 100 haalde. De titeltrack kwam in Nederland tot plek 8 in de Top 40.

## Tracklijst
| Nr. | Titel                 | Schrijver(s)                    | Duur |
| --- | --------------------- | ------------------------------- | ---- |
| 1.  | You Gave Me Love      | Len Ron Hanks, Zane Grey        | 4:32 |
| 2.  | Where Did We Go Wrong | Sam Dees, Jeffrey Osborne       | 4:30 |
| 3.  | Getaway               | Henry E. Davis, Jeffrey Osborne | 4:28 |
| 4.  | Will Love Grow        | Jimmie Davis, Jeffrey Osborne   | 4:21 |

| Nr. | Titel                 | Schrijver(s)                                 | Duur |
| --- | --------------------- | -------------------------------------------- | ---- |
| 5.  | Love Is What You Need | John T. McGhee, Jeffrey Osborne              | 4:14 |
| 6.  | Shine On              | Richard Kerr, Jeffrey Osborne, Billy Osborne | 3:58 |
| 7.  | Lovers Everywhere     | Jeffrey Osborne                              | 3:51 |
| 8.  | Lady Love             | Billy Osborne                                | 3:40 |
| 9.  | Don'tcha Know         | Jeffrey Osborne, Kenny Amos                  | 3:56 |